# Mitostoma valdemonense
Mitostoma valdemonense is een hooiwagen uit de familie aardhooiwagens (Nemastomatidae).